# Manlio Ginocchio
Manlio Ginocchio (La Spezia, 26 maggio 1876 – Santa Margherita Ligure, 24 dicembre 1951) è stato un militare e aviatore italiano, pioniere dell'aviazione navale italiana, inventore della torpedine antisommergibile "Tipo Ginocchio" rimasta in uso anche durante la seconda guerra mondiale, imbarcata sui cacciasommergibili e sulle V.A.S (vedette antisommergibile).

## Biografia
Nacque a La Spezia il 26 maggio 1876. Arruolatosi nella Regia Marina, nel 1889 entrò nella Regia Accademia Navale di Livorno, conseguendo nel 1895 con la nomina a guardiamarina. Il suo primo imbarco fu sulla nave da battaglia Francesco Morosini, cui seguirono altri incarichi su varie navi fino alla promozione a tenente di vascello avvenuta nel 1901. Come comandante in seconda operò a bordo delle torpediniere 124 S e 126 S, e nel 1905-1907 sull'incrociatore corazzato Varese e sulla nave da battaglia Enrico Dandolo. Appassionatosi al mondo dell'aviazione, nel 1910 si recò con altri ufficiali a Parigi dove conseguì il brevetto di pilota a Etampes il 31 ottobre 1910 su velivolo Blériot, assumendo alla fine dello stesso anno il comando della Scuola di aviazione di Centocelle, Roma e istruttore su velivoli Blériot. Nel 1911 fu ammesso a frequentare il Corso di perfezionamento presso la stessa Scuola, imbarcandosi in contemporanea su varie navi di superficie, la nave da battaglia Regina Elena, i cacciatorpediniere Borea e Carabiniere, la nave ausiliaria Sterope e la cannoniera Guardiano.
Nel marzo 1911 venne chiusa la Scuola di Centocelle, nel successivo mese di maggio fu aperta quella di Aviano, al comando del tenente colonnello Vittorio Cordero di Montezemolo di cui fu nominato direttore. In quel periodo partecipò alla grandi manovre a partiti contrapposti tenute dal Regio Esercito nel Monferrato, come comandante della flottiglia aerea del partito azzurro. Nel corso del 1912 venne inviato in Costa Azzurra alla scuola per piloti di idrovolanti Curtiss di Juan-les-Pins, dove conseguì un secondo brevetto che lo abilitò al volo su apparecchi Poulhan-Curtiss e Borel. In quello stesso anno progettò un proprio modello di idrovolante, costruito presso l'arsenale di Venezia e collaudato in volo sul lago di Bracciano. Nell'ottobre di quell'anno assunse il comando della neocostituita Sezione Idroaviazione, dotata di 8 velivoli, la cui sede venne stabilita in località Le Vergini a Venezia. Il 1 febbraio 1913 la Regia Marina istituì a Venezia una scuola di volo, dove si svolgeva anche attività di ricerca e realizzazione di nuove macchine disegnate da lui e da Alessandro Guidoni. Il 12 maggio 1913 effettuò un volo di prova con l'ammiraglio Umberto Cagni interessato a valutare sul campo le potenzialità degli idrovolanti anche in funzione della costituenda aviazione di marina.
Il 19 novembre 1914, poco prima dell'entrata nella prima guerra mondiale del Regno d'Italia, fu collocato in posizione ausiliaria e trasferito nella riserva, venendo subito richiamato in servizio attivo per esigenze belliche assegnato alla difesa della piazzaforte di Taranto. Nel 1916 fu assegnato all'arsenale di La Spezia, presso la Direzione artiglieria, dove mise a punto i suoi studi sulle armi subacquee con la progettazione della torpedine a rimorchio, denominata “torpedine Ginocchio”. Essa ebbe subito impiego operativo, rimanendo in servizio anche durante il corso della seconda guerra mondiale. Dispensato temporaneamente dal servizio attivo nel 1919, si spense a Santa Margherita Ligure, provincia di Genova, il 24 dicembre 1951.

### Fonti
1. 1 2 3 4 5 6 7 8 9 10  Alberini, Prosperini 2016, p. 262.
2. ↑  Museo della guerra.
3. 1 2 3  Mancini 1936, p. 304.
4. 1 2 3 4 5 6  Museo della guerra.